# 小西園掌中劇團
小西園掌中劇團，簡稱「小西園」，為臺灣發源於新北市新莊區的臺灣布袋戲劇團，台灣日治時期大正二年（1913年）由偶戲師許天扶（1893年—1955年）成立。

## 沿革
1907年，創團人許天扶15歲自新莊遠赴大稻埕拜「楚陽台」許金水為師學習泉州派布袋戲，三年後學成出師，受聘為新莊「錦上花樓」頭手。1913年，許天扶買下板橋「四時春」戲籠並邀請王炎擔任副手共組布袋戲班，同時敦請新莊秀才蘇清雲命名；因許天扶曾在新莊北管館「西園軒」唱公末（老生），蘇遂建議許以「小西園」作為團名，於臺北縣新莊市戲館巷成立小西園掌中劇團，「西園派」在臺灣布袋戲派別中開始佔有重要地位。小西園掌中劇團沿襲泉州傳統以精緻扮相的布袋戲戲偶演出中國民間傳說故事，並以北管為後場伴奏樂隊；表演方面吸取京劇特點，為臺灣北部少數僅存的鑼鼓班布袋戲。日治時期，小西園與臺北「宛若真」並列為北臺灣布袋戲「龍虎籠」備受歡迎，後因臺灣總督府實施皇民化運動全面禁止臺灣民間戲曲演出，許天扶舉家遷居廈門直至1942年日本政府准許全臺灣七團布袋戲劇團在戲院演出內台戲，許天扶才返臺組織「小西園人形劇團」演出「皇民劇」，該劇團曾從事勞軍演出。1952年，創團長許天扶隱退後將戲班交由兩名子嗣許欽、許王兩兄弟繼承，每人分得戲台一座、戲偶八十五尊。長子許欽另組「新西園掌中劇團」，「新西園」的名稱意指「新莊的西園」，後由許欽之子許正宗接續經營。次子許王繼承父親接掌小西園。1955年6月27日，許天扶因胃癌病逝。1964年改編平劇《三國誌》以《古城訓弟》獲臺灣省地方戲劇比賽冠軍。1970年登上中視出演電視布袋戲《金簫客》，1983年赴日本公演。1985年「小西園」獲教育部「民族藝術薪傳獎團體獎」。1989年，成立「小西園木偶藝術工作室」設計製作、保存和發揚傳統偶戲藝術。2004年，許王之子、小西園執行長許國良於中國福建省訪問期間因突發心肌梗塞猝逝。同年許王中風，團裡行政事務始由其女許娟娟主持，許王於出院後持續負責教學傳承。許王有徒弟十三人，每人皆能傳承小西園的偶戲技藝。

## 榮譽
- 1964年、1978年、1980年：全國地方戲劇比賽總冠軍。
- 1985年：教育部第一屆薪傳獎戲曲類團體獎。
- 1988年：團長許王榮獲薪傳獎個人獎。
- 1989年：後場樂師邱火榮榮獲薪傳獎音樂類個人獎。
- 1994年：執行長許國良榮獲全國十大傑出青年薪傳獎。
- 1997年：執行長許國良當選第卅五屆全國十大傑出青年。
- 2001年：團長許王榮獲第五屆國家文化藝術獎表演藝術類桂冠。
- 2004年：團長許王榮獲第十一屆全球中華文化藝術薪傳獎之台灣戲劇獎。

## 外部連結
- 小西園-布袋戲主題知識網 （页面存档备份，存于）
- 小西園掌中劇團-戲曲音樂學系 （页面存档备份，存于）
- 小西園掌中劇團的Facebook專頁 （页面存档备份，存于）